# Jan Šťastný
Jan Šťastný (* 9. prosince 1965, Zlín) je český herec, člen souboru Divadla na Vinohradech.
Po absolvování studia na pražské DAMU hrál čtyři sezony v pražském Národním divadle. V roce 1992 z Národního divadla odešel a stal se členem souboru činohry Divadla na Vinohradech .
V roce 2011 uzavřel sňatek s herečkou a režisérkou Barborou Petrovou.
Jedná se také o dabingového herce. Svůj hlas propůjčil postavě Henryho Tomasina v PC hře Mafia II.

## Divadelní role (výběr)

### Divadlo na Vinohradech

#### Velká scéna
- 1992 Arthur Schnitzler: Duše krajina širá, režie: Ladislav Smoček, premiéra: 18. prosince 1992, role: Oto Aigner – První turista
- 1993 Pierre Corneille: Cid, režie: Vladimír Strnisko, premiéra: 23. dubna 1993, role: Don Rodrigo
- 1993 Peter Barnes: Červené nosy, režie: Jan Burian, česká premiéra: 24. září 1993, role: Frapper
- 1994 Carlo Goldoni: Poprask na laguně, režie: Ladislav Smoček, premiéra: 25. března 1994, role: Titta-Nane
- 1994 Johann Nepomuk Nestroy: Dům čtyř letor, režie: Jiří Menzel, premiéra: 2. prosince 1994, role: Kvído
- 1995 Eugene O'Neill: Smutek sluší Elektře, režie: Jakub Korčák, premiéra: 3. února 1995, role: Orin
- 1995 Brian Friel podle Ivana Sergejeviče Turgeněva: Otcové a děti, režie: Jan Burian, česká premiéra: 27. dubna 1995, role: Arkadij Kirsanov
- 1995 August Strindberg: Královna Kristina, režie: Petr Kracik, premiéra: 20. září 1995, role: Klas Tott
- 1996 Friedrich Dürrenmatt: Návštěva staré dámy, režie: Štefan Strnisko, premiéra: 13. září 1996, role: Farář
- 1996 Georges Feydeau: Brouk v hlavě, režie: Jiří Menzel, premiéra: 15. listopadu 1996, role: Romain Tournel
- 1997 Fjodor Michajlovič Dostojevskij – Zdeněk Kaloč: Bratři Karamazovi, režie: Zdeněk Kaloč, premiéra: 7. února 1997, role: Míťa
- 1997 Jiří Hubač: Hostina u Petronia, režie: Petr Novotný, premiéra: 31. října 1997, role: Ancius
- 1998 Oscar Wilde: Jak je důležité míti Filipa, režie: Jiří Menzel, premiéra: 10. dubna 1998, role: John Worthing
- 1998 Molière: Misantrop, režie: Zdeněk Kaloč, premiéra: 19. prosince 1997, role: Akast
- 1998 Karol Sidon: Shapira, režie: Jiří Menzel, premiéra: 4. prosince 1998, role: White
- 1999 Peter Shaffer: Královský hon na slunce, režie: Juraj Deák, premiéra: 26. března 1999, role: Diego de Trujillo, velitel jízdy
- 2000 William Shakespeare: Kupec benátský, režie: Zdeněk Kaloč, premiéra: 12. února 2000, role: Hlasatel
- 2000 Oldřich Daněk: Trojhvězdí (Amfiteátr – Blbý had – Žena z Korinta), režie: Jan Novák, premiéra: 25. května 2000, role: Kéfisofontés, hudebník (Žena z Korinta)
- 2000 Gabriel García Márquez – György Schwajda: Sto roků samoty, režie: Petr Novotný, premiéra: 15. prosince 2000, role: Pietro Crespi
- 2001 Christopher Fry: Dáma není k pálení, režie: Luděk Munzar, premiéra: 19. prosince 2001, role: Tomáš Mendip
- 2002 Jiří Hubač podle Jamese Clavella: Král krysa, režie: Jan Novák, premiéra: 10. dubna 2002, role: Marlow
- 2003 Richard Kalinoski: Měsíční běs, režie: Michael Tarant, premiéra: 27. února 2003, role: Gentleman
- 2003 William Shakespeare: Othello, režie: Jan Novák, premiéra: 11. června 2003, role: Cassio
- 2004 Jean Anouilh: Tomáš Becket aneb Čest boží, režie: Jan Novák, premiéra: 7. ledna 2004, role: Král Ludvík
- 2005 Charlotte Jones: Pokorný Felix, režie: Jan Novák, premiéra: 21. ledna 2005, role: Felix Humble
- 2005 Tom Stoppard: To pravé, režie: Jana Kališová, premiéra: 25. února 2005, role: Max
- 2005 Victor Hugo – Tomáš Vondrovic: Král se baví, režie: Michael Tarant, premiéra (první provedení): 7. října 2005, role: František I.
- 2006 Anthony Jay – Jonathan Lynn – Kristina Žantovská: Jistě, pane ministře, premiéra (první provedení): 15. února 2006, role: Bernard Wooley, osobní tajemník
- 2006 William Shakespeare: Richard Druhý, režie: Lucie Bělohradská, premiéra: 20. listopadu 2006, role: Richard Druhý
- 2007 Oscar Wilde: Ideální manžel, režie: Jana Kališová, premiéra: 23. února 2007, role: Baronet Robert Chiltern
- 2007 Friedrich Dürrenmatt: Herkules a Augiášův chlív, režie: Jaroslav Brabec, premiéra: 1. června 2007, role: Deset poslanců
- 2007 Milena Jelínková: Adina, režie: Martin Stropnický, premiéra: 30. listopadu 2007, role: Ben
- 2009 Leo Birinski: Mumraj, režie: Ivan Rajmont, premiéra: 3. června 2009, role: Pavlov
- 2010 Friedrich Schiller: Marie Stuartovna, režie: Daniel Špinar, premiéra: 8. ledna 2010, role: Robert Dudley
- 2010 Nikolaj Vasiljevič Gogol: Naprosto neuvěřitelná událost: Ženitba, režie: Vladimír Morávek, premiéra: 5. března 2010, role: Žvanikin – Dvacátý host na svatbě
- 2011 William Shakespeare: Caesar, režie: Martin Stropnický, premiéra: 4. března 2011, role: Antonius
- 2011 Edmon Rostand – Pavel Kohout – Xindl X: Cyrano!! Cyrano!! Cyrano!!, režie: Vladimír Morávek, premiéra: 30. května 2011, role: Le Bret
- 2012 Stepherd Mead – Frank Loesser – Abe Burrows: Jak udělat kariéru snadno a rychle, režie: Radek Balaš, poprvé: 5. října 2012, premiéra: 15. října 2012, role: TV moderátor (z nahrávky)
- 2012 Noël Coward: To byla moje písnička!, režie: Petr Kracik, česká premiéra: 2. listopadu 2012, role: Perry Lascoe
- 2013 Tom Stoppard: Dvojitý agent, režie: Šimon Dominik, česká premiéra: 22. března 2013, role: Ridley
- 2013 Hanoch Levin: Nesnesitelné svatby (Krum), režie: Juraj Deák, česká premiéra: 25. října 2013, role: Krum
- 2015 Fráňa Šrámek: Plačící satyr, režie: Radovan Lipus, premiéra: 6. března 2015, role: Jiří Zloch
- 2015 Jan Vedral: Kašpar H. (Dítě Evropy), režie: Natália Deáková, premiéra: 11. září 2015, role: Lord Stanhope
- 2016 George Bernard Shaw: Pygmalion, režie: Juraj Deák, premiéra: 22. dubna 2016, role: Profesor Higgins
- 2017 Molière: Škola žen, režie: Juraj Deák, premiéra: 21. dubna 2017, role: Chrysald
- 2018 Jan Vedral podle Vladimíra Neffa: Sňatky z rozumu, režie: Radovan Lipus, světová premiéra: 23. března 2018, role: Jan Born
- 2019 Ingmar Bergman – Jan Vedral: Fanny a Alexandr, režie: Pavel Khek, česká premiéra: 8. března 2019, role: Oskar Ekdahl
- 2020 Jan Vedral podle Olgy Scheinpflugové: Český román, režie: Radovan Lipus, světová premiéra: 11. září 2020, role: Karel Čapek
- 2022 Karel Kraus – Zdeněk Mahler podle Johanna Nepomuka Nestroye: Provaz o jednom konci, režie: Radovan Lipus, premiéra: 4. března 2022, role: Lips, zámecký pán
- 2023 Jan Vedral podle Josefa Škvoreckého: Danny Smiřický (Příběhy inženýra lidských duší), režie: Radovan Lipus, světová premiéra: 27. ledna 2023, role: Vachoušek

#### Studiová scéna
- 2000 Václav Havel: Rodinný večer – Vernisáž, režie: Jan Burian, první (Rodinný večer) uvedení: 3. února 2000, role: Michal (Rodinný večer); Michal (Vernisáž)
- 2009 Marius von Mayenburg: Ošklivec, režie: Natália Deáková, premiéra: 13. března 2009, role: Karlmann, Lettův asistent – Karlmann, syn bohaté staré dámy

## Filmografie

### Televize
- 1985 Bylo nás šest (TV seriál)
- 1988 Rodáci (TV seriál)
- 1989 O princi, který měl smůlu
- 1991 Tajemství
- 1991 Princezna za dukát
- 1991 Pilát Pontský, onoho dne
- 1991 Oko za oko
- 1991 Král a zloděj
- 1991 Drobné něžnosti
- 1992 Šplhající profesor
- 1993 Jánošova kouzelná flétnička
- 1994 Poslední slovo
- 1995 Zelňačka
- 1996 Život na zámku (TV seriál)
- 1997 Lolinka a knírač
- 1997 Arrowsmith (TV seriál)
- 1998 O příliš malém zázraku
- 1999 Smůla
- 1999 Návštěva staré dámy (TV film)
- 2000 Válka ve třetím poschodí (TV film)
- 2001 Strážce duší (TV seriál, 1. díl)
- 2003 Stín viny (TV film)
- 2003 Falešné obvinění (TV film)
- 2004 Pojišťovna štěstí (TV seriál)
- 2006 Slečna Guru (TV film)
- 2006 Náves (TV seriál)
- 2008–2012 Ordinace v růžové zahradě (TV seriál)
- 2009 Vyprávěj (TV seriál)
- 2010 Bastardi
- 2010 Kajínek (pouze hlas)
- 2011 Bastardi 2
- 2012 Stín Smrtihlava (TV film)
- 2012 Gympl s (r)učením omezeným (TV seriál)
- 2016 Jetelín (TV seriál)
- 2017 Labyrint (TV seriál)
- 2018 Krejzovi (TV seriál)
- 2020 Slunečná (TV seriál)
- 2020 Prima mazlíček (TV seriál)
- 2025 ZOO Nové začátky (TV seriál)

### Film
- 1981 Mezi námi kluky
- 1982 Za humny je drak
- 1994 Nexus
- 2005 NiBiRu: Age of Secrets (PC hra)
- 2007 Assassin's Creed (PC hra)
- 2008 Bathory
- 2010 Mafia 2 (PC hra)

### Audioknihy
- Jan Masaryk – Pravdivý příběh, načetl Jan Šťastný, vydala Audiotéka, 2017